# Handladdning
Handladdning är att sätta ihop enhetspatroner för hand. Handladdning är ofta ett alternativ för den vapenintresserade skytten som endera vill ha billigare ammunition, eller vill ha mera kontroll på diverse ladd-data i ammunitionen. Exempelvis kan man påverka rörelsemängden, hastigheten, gastrycket och brinnhastigheten. Allt detta påverkar i sin tur själva skottet och dess bana.
Anledningen till att man laddar ammunition själv kan som tidigare nämnts handla om ekonomiska faktorer, då hemladdad ammunition ofta är mycket billigare än fabriksladdad. Dock bör man skilja på begreppen handladdad och hemladdad, då handladdning även kan utföras av ett företag, då oftast till väldigt ovanliga kalibrar, Wildcats exempelvis, och dessa är i sin tur allt annat än billiga att inhandla.